# Steveniella
Steveniella é um género botânico pertencente à família das orquídeas (Orchidaceae).